# Eduard Giray
Eduard Giray (ur. 13 lutego 1949 w Konstancji, zm. 24 sierpnia 2014 tamże) – zachodnioniemiecki zapaśnik walczący w stylu wolnym. Olimpijczyk z Montrealu 1976, gdzie odpadł w eliminacjach w kategorii 62 kg. Zajął czwarte miejsce na mistrzostwach świata w 1974; piąte w 1973 i 1977 a szóste w 1979. Srebrny medalista mistrzostw Europy w 1979 roku.
Zdobył dziewięć tytułów mistrza Niemiec w latach: 1972-1980.
- Turniej w Montrealu 1976

Wygrał z Węgrem Mihály Fodorem i Brytyjczykiem Kennethem Dawesem, a przegrał z Amerykaninem Gene Davisem i Yang Jeong-mo z Korei Południowej.